# Peter Kempny

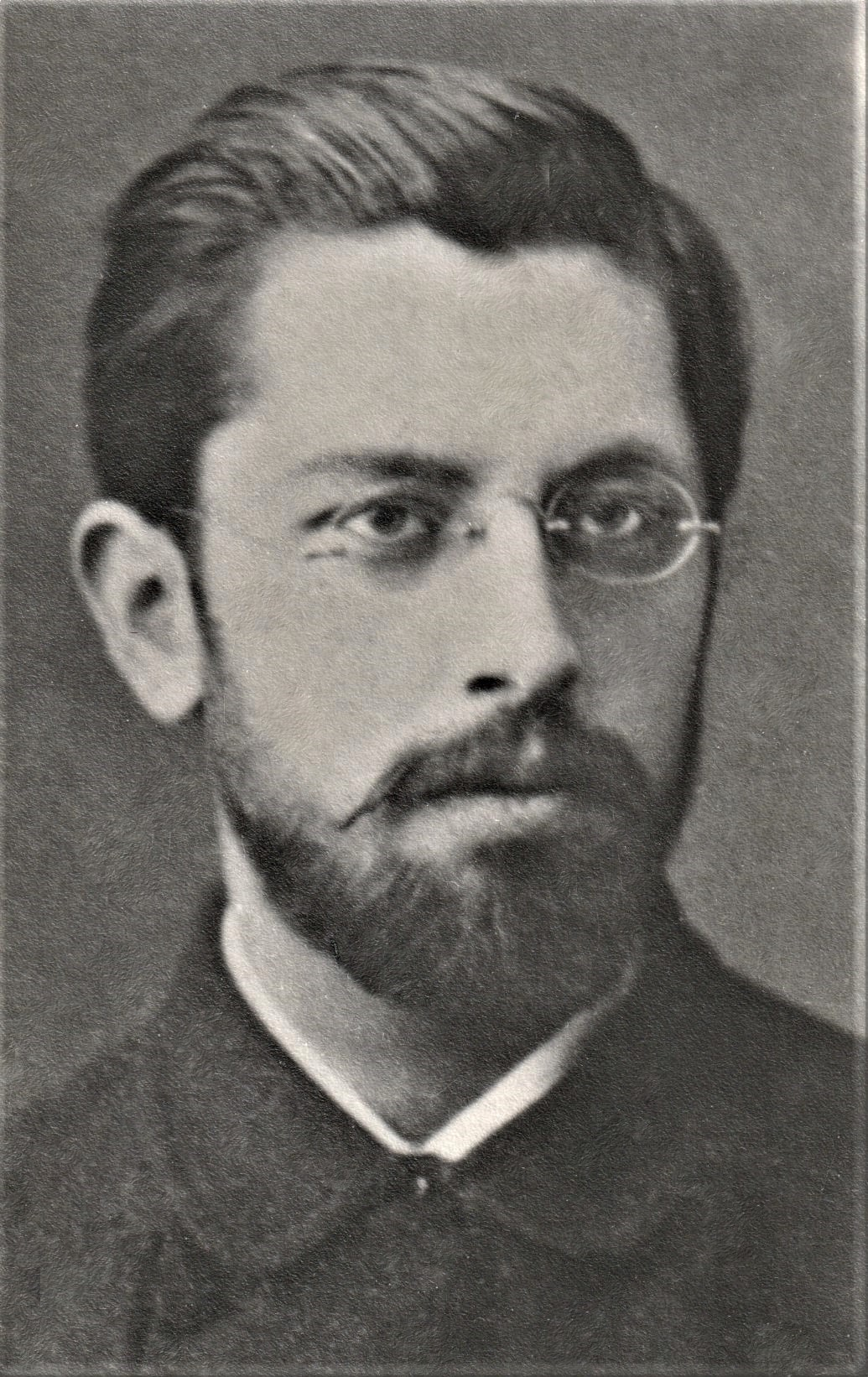
Peter Kempny (1882)

Peter Kempny (* 5. Februar 1862 in Wien; † 20. Mai 1906 in Gutenstein) war ein österreichischer Mediziner, Komponist und Insektenforscher.

## Leben

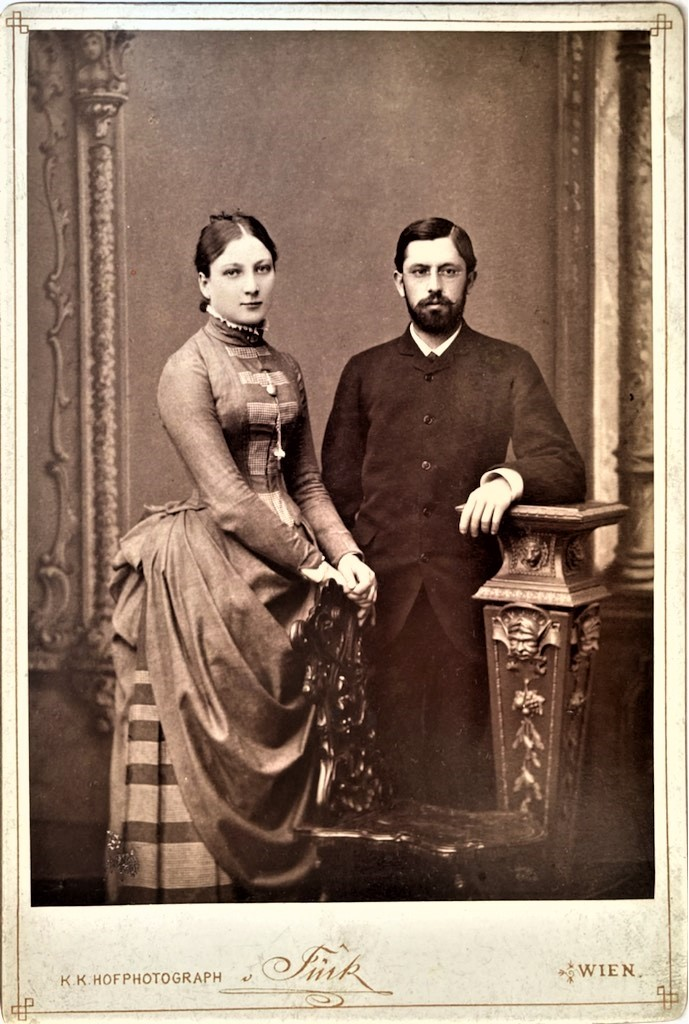
Verlobung Peter Kempny und Valentine Berger, 1886

Peter Kempny wurde am 5. Februar 1862 als Sohn des k. u. k. Hofposamentierers, Peter Paul Kempny (1814–1880) und dessen Frau, Theresia Schuster (1829–1873), im Stammhaus der Familie in Wien/Neubau, Siebensterngasse 3, geboren. Ebenso wie seine Geschwister Anton und Therese genoss er schon früh dank der außergewöhnlichen Musikalität der Eltern – sein Vater komponierte Salonmusik und spielte Cello, seine Mutter war eine bemerkenswerte Violinistin – eine profunde musikalische Ausbildung (Klavier). Wie früh sich Peter Kempny dem Komponieren zuwandte und von seinem Vater in Kompositionslehre unterrichtet wurde, ist nicht bekannt, jedoch stammen die ersten erhaltenen Kompositionen aus seinem 10. Lebensjahr. Noch Schüler am humanistischen Mariahilfer Gymnasium studierte Kempny nebenbei ab 1878 bis 1881 bei Anton Emil Titl (Komponist, Professor am Wiener Cäcilienverein und Kapellmeister des Burgtheater-Orchesters) Harmonielehre, Kontrapunkt und Komposition.
Nach der Matura betrieb Kempny an der Universität Wien ein Medizinstudium und promovierte 1886 Sub Auspiciis Imperatoris. Kurz nach Absolvierung des Turnus am Wiedner Krankenhaus eröffnete er bereits im Alter von 25 Jahren seine Arztpraxis in Gutenstein. Ein Jahr danach heiratete er Valentine Berger (1866–1928). Der Ehe entsprangen die Kinder Valentine, später verehel. Schützenhofer (1889–1958), Peter (1890–1894), Hedwig, genannt Hedy (1895–1986) und Otto, später Dr. iur. (1897–1932). 1889 hatte Kempny von Architekt Julius Deininger – mit dessen beiden Söhnen er Tennis spielte – aus eigenen Mitteln eine Badeanstalt mit Kurbetrieb und zwei großen beheizten Freiluftschwimmbecken (das heutige Gemeindebad) errichten lassen, was manche Wiener Familien motivierte, sich in Gutenstein eine Villa von Julius Deiniger erbauen zu lassen.

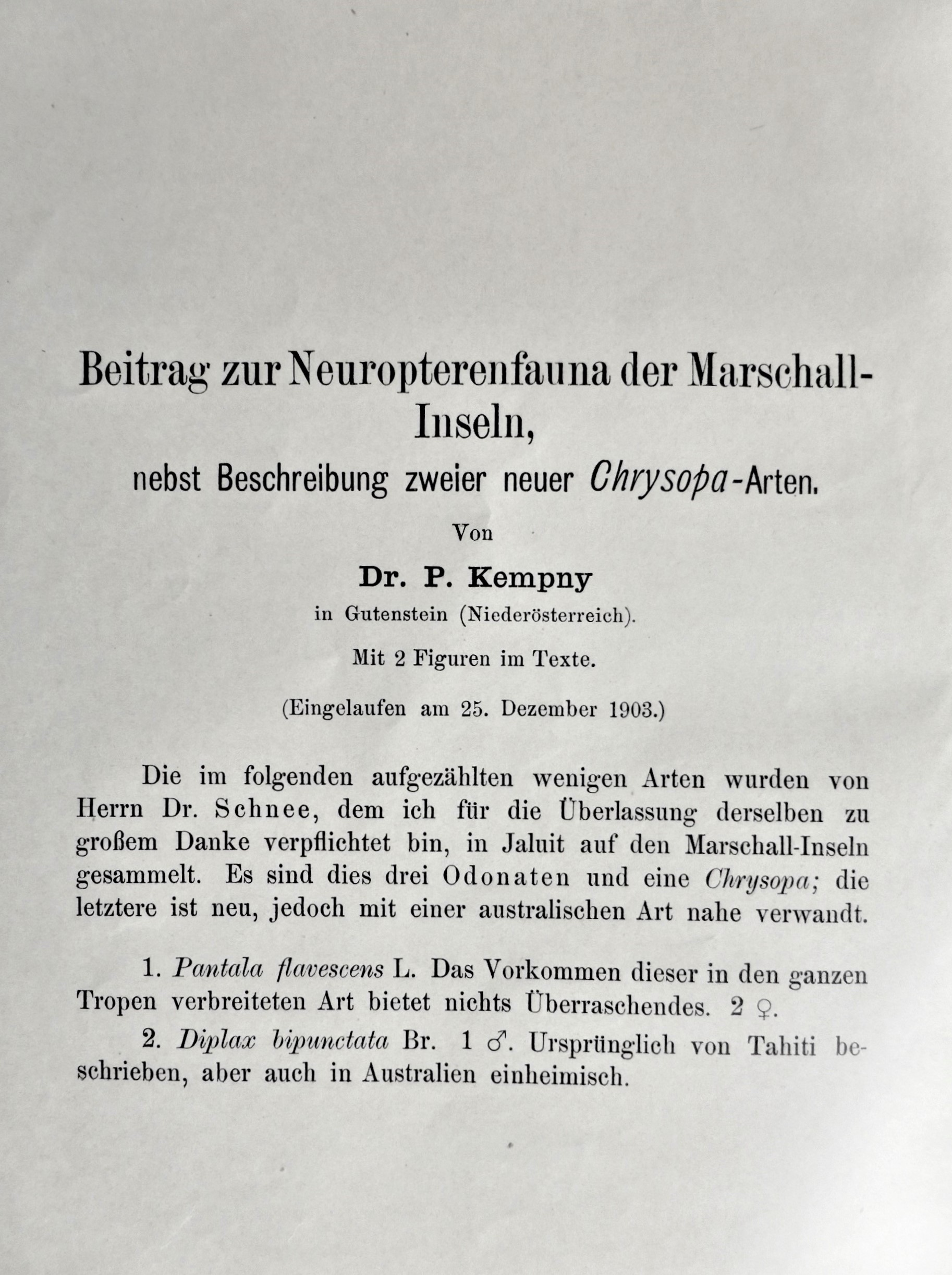
Beitrag zur Neuropterenfauna der Marschall-Inseln von Peter Kempny, 1903

Schon während seines Medizinstudiums betrieb Kempny Insektenforschung (Netzflügler – Myrmeleoniden), anfangs lediglich in seiner Freizeit, publizierte diesbezüglich jedoch bereits die Ergebnisse seiner wissenschaftlichen Arbeiten, mit denen er zunehmend große Anerkennung erlangte. Seine Forschungsarbeiten wurden von der Zoologisch-botanischen Gesellschaft Wien veröffentlicht. Zunächst konzentrierte er seine Studien auf die Lepidopteren Niederösterreichs und der Steiermark, in weiterer Folge speziell auf Neuropteren, die er beobachtete, analysierte und schließlich züchtete. Bald danach erstreckten sich seine Forschungen auch auf Regionen Südtirols, Rumäniens, Norwegens, des Orients und der Marschall-Inseln, was nachhaltige Kontakte zu internationalen Forschern von Spanien bis Rumänien zur Folge hatte: So korrespondierte er mit dem Zoologen und Nordpolforscher Fridtjof Nansen, der Kempny postalisch Insektenpräparate zur Beforschung sandte, war mit dem Entomologen und Jesuiten Longinos Navás Ferrer befreundet, der u. a. die Akademie der Wissenschaften Saragossa begründet hatte und Kempny bei seinen Wienaufenthalten besuchte, und stand mit dem Entomologen Anton Handlirsch am Naturhistorischen Hofmuseum, dessen späterer Direktor sowie auch Präsident der Zoologisch-Botanischen Gesellschaft Wien er war, in freundschaftlichem Kontakt. 

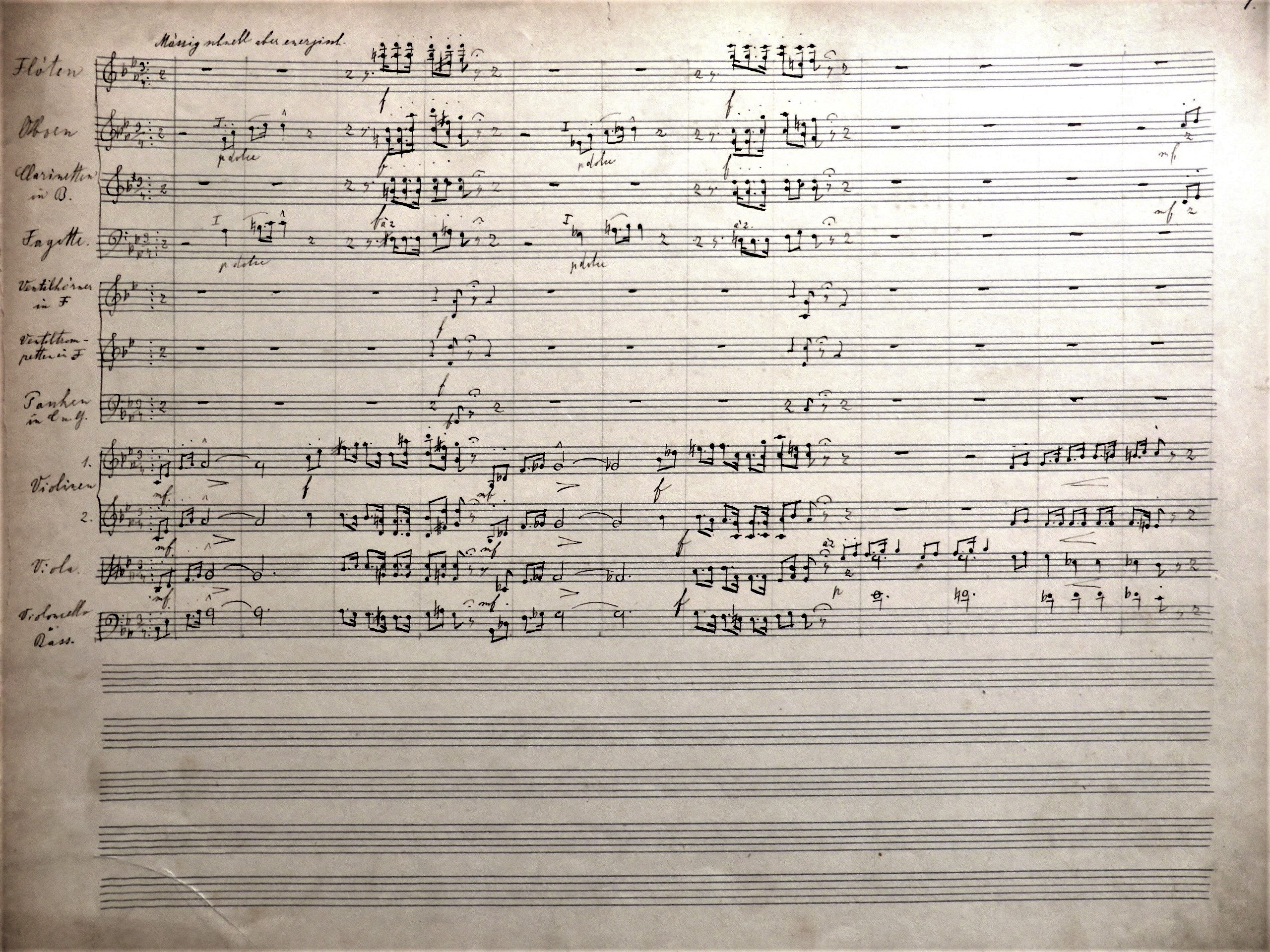
Peter Kempny, 1. Partiturseite aus der „Gutensteiner Symphonie“

In Gutenstein sorgte Kempny für die Kurgäste als Tennisspieler, Schachmeister und mit seinen hervorragenden pianistischen Darbietungen für gesellschaftliche Höhepunkte. Er verstarb 44-jährig in Gutenstein. Von Spanien bis Rumänien würdigten Akademien der Wissenschaften, Universitäten und Zoologische Gesellschaften in Nachrufen und Sonderpublikationen die Verdienste des Forschers Kempny. Seine Witwe verließ tief betroffen Gutenstein und übersiedelte mit den drei Kindern wieder nach Wien. Während nach Kempnys frühem Tod die letztwillig verfügte Überlassung seiner Insektensammlung für die Bestände des Naturhistorischen Hofmuseums bis heute eine wesentliche Bereicherung darstellt, wurden seine musikalischen Werke in alle Winde zerstreut. Erst 2012 wurde eine Reihe seiner Kompositionen durch Zufall wieder aufgefunden. Das nur teilweise erhaltene Werk Kempnys umfasst dzt. 110 Kompositionen (Lieder, Klavierkompositionen, Chor- und Orchesterwerke und Kammermusik). In den letzten Jahren wurde eine Reihe seiner Kompositionen wiederholt in Gutenstein, Wien und Frankreich öffentlich aufgeführt.

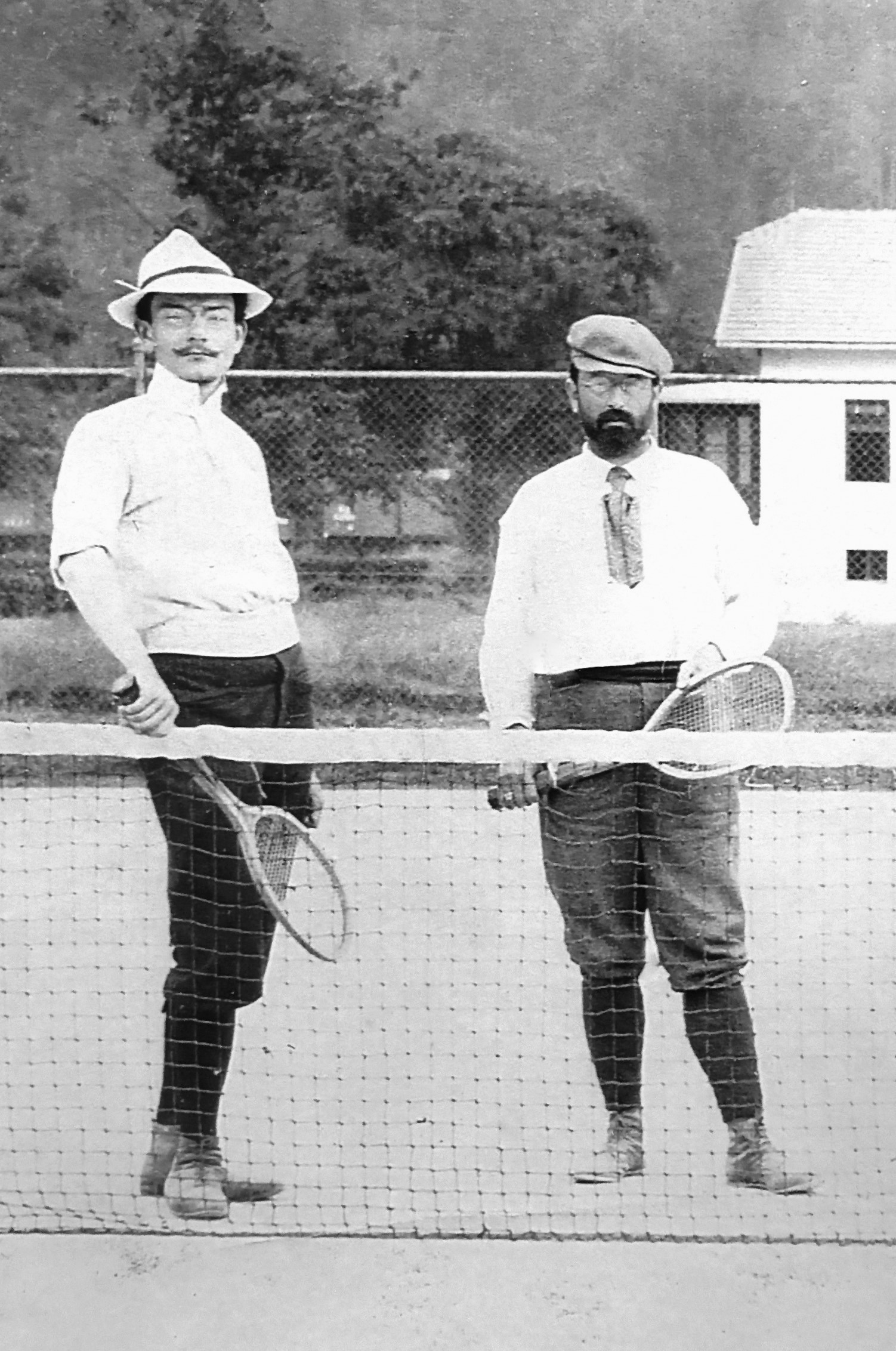
Theo Deininger und Peter Kempny am Gutensteiner Tennisplatz, 1902

Die Marktgemeinde Gutenstein widmete Dr. Peter Kempny seiner großen Verdienste wegen mit Bescheid des Gemeindeausschusses vom 31. Mai 1906 ein Ehrengrab. Im Vestibül des heutigen Gemeindebades erinnert eine Gedenktafel an ihn. Sein musikalischer Nachlass wurde 2023–2025 im Rahmen eines vom österreichischen Bundesministerium für Kunst, Kultur, öffentlichen Dienst und Sport unterstützten Projektes digitalisiert und öffentlich zugänglich gemacht.

## Galerie

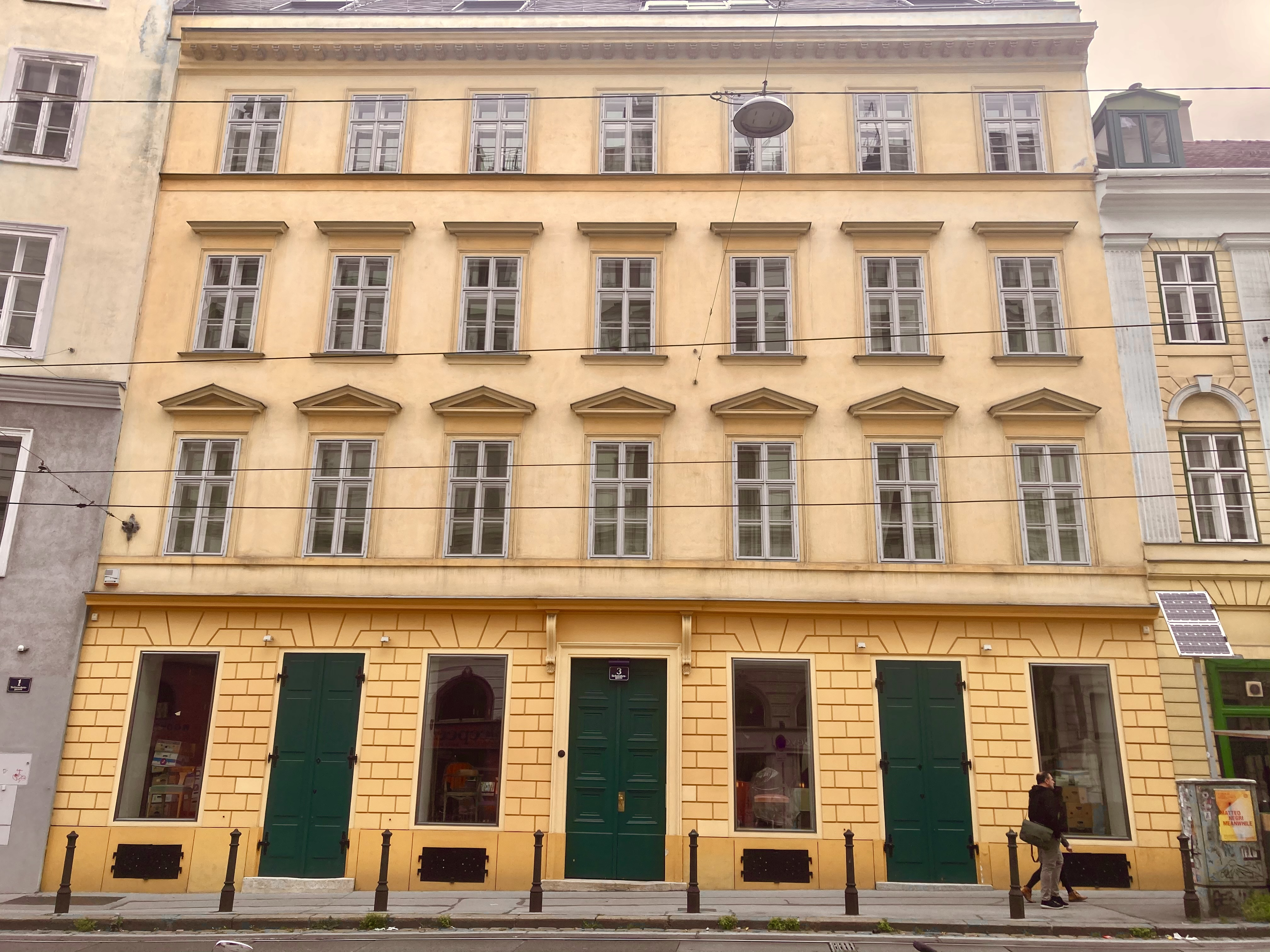
Geburtshaus Peter Kempny, Siebensterngasse 3, Wien VII.
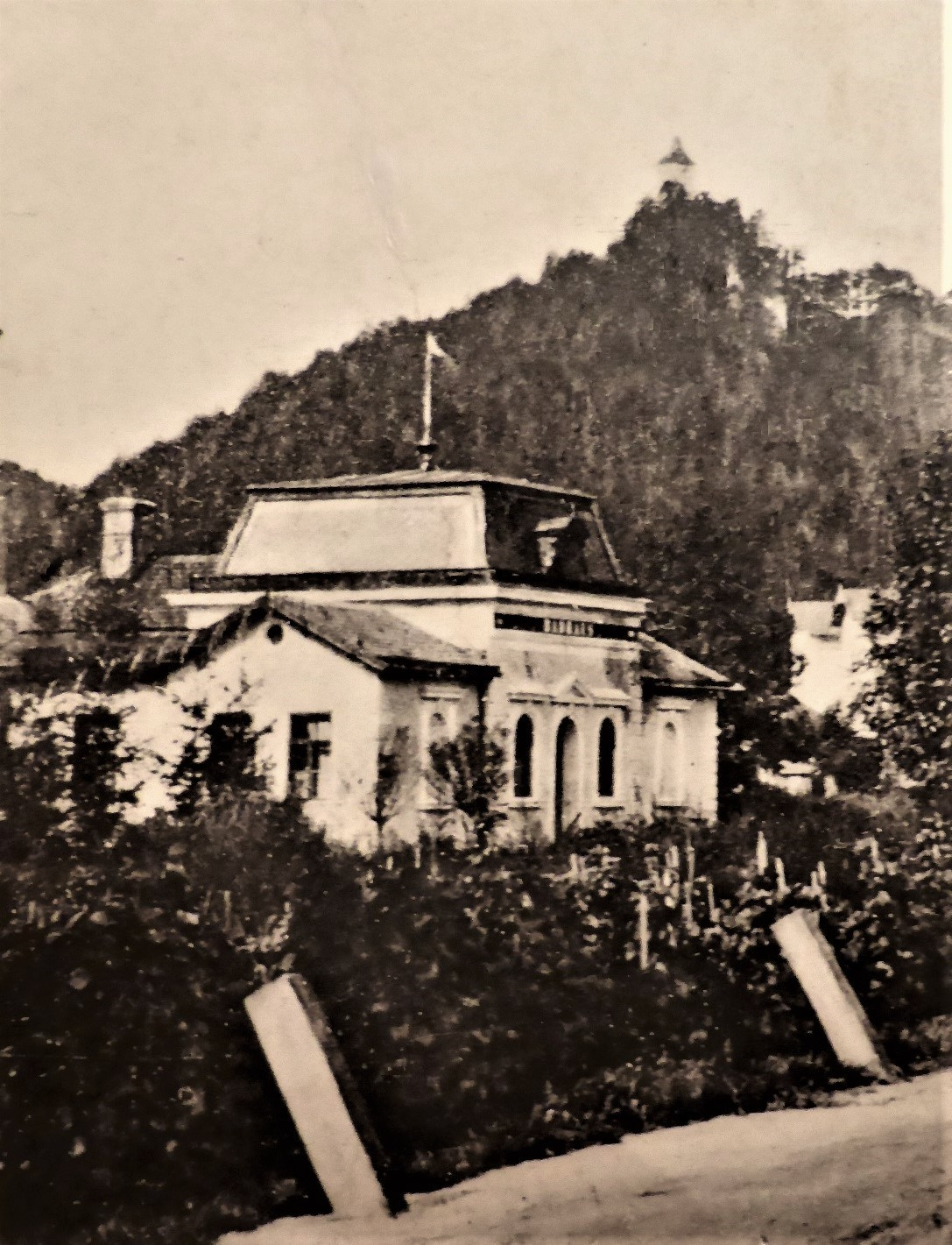
Kempnys Badeanstalt, um 1900
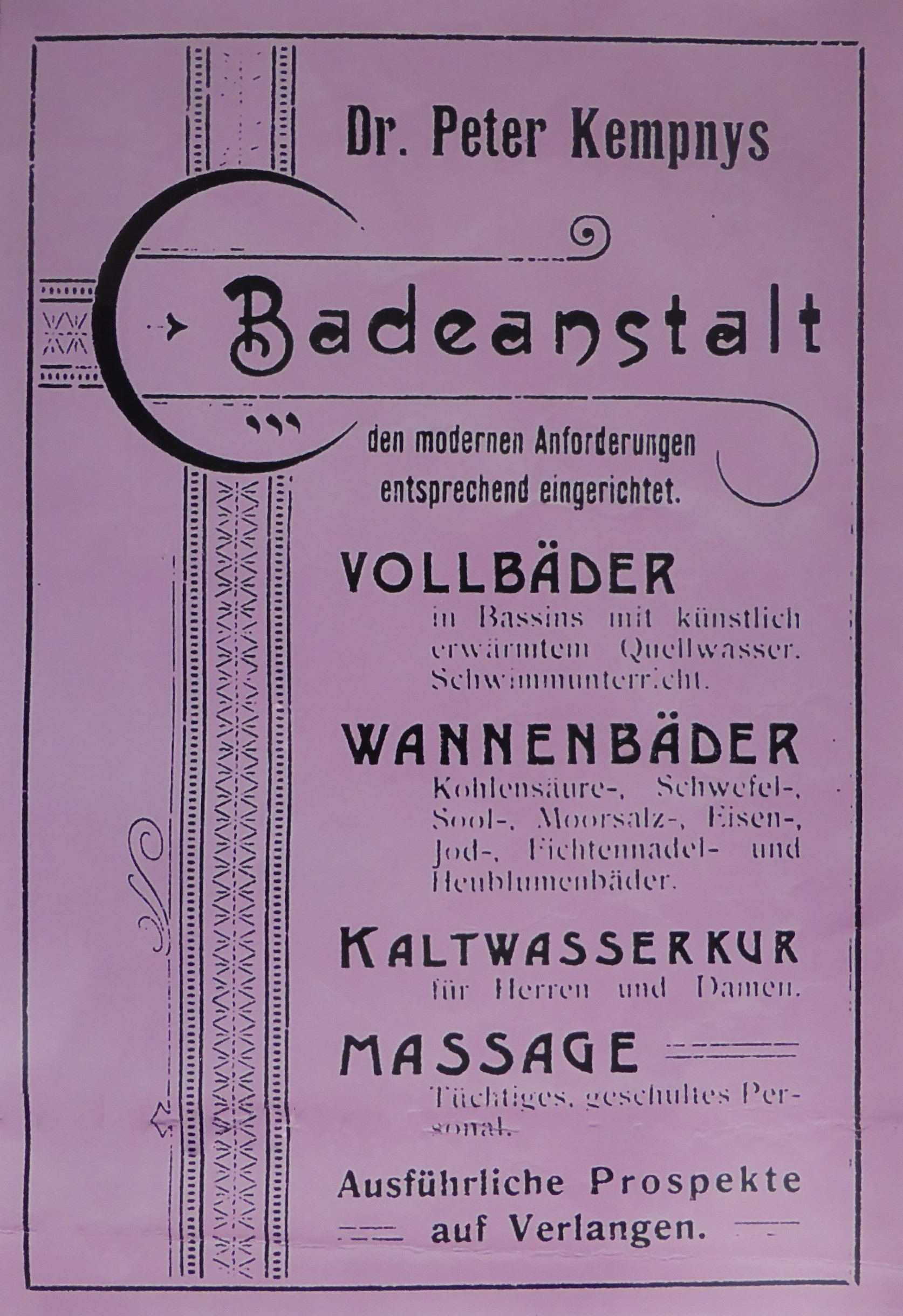
Badeanstalt Dr. Peter Kempny, Plakat um 1900
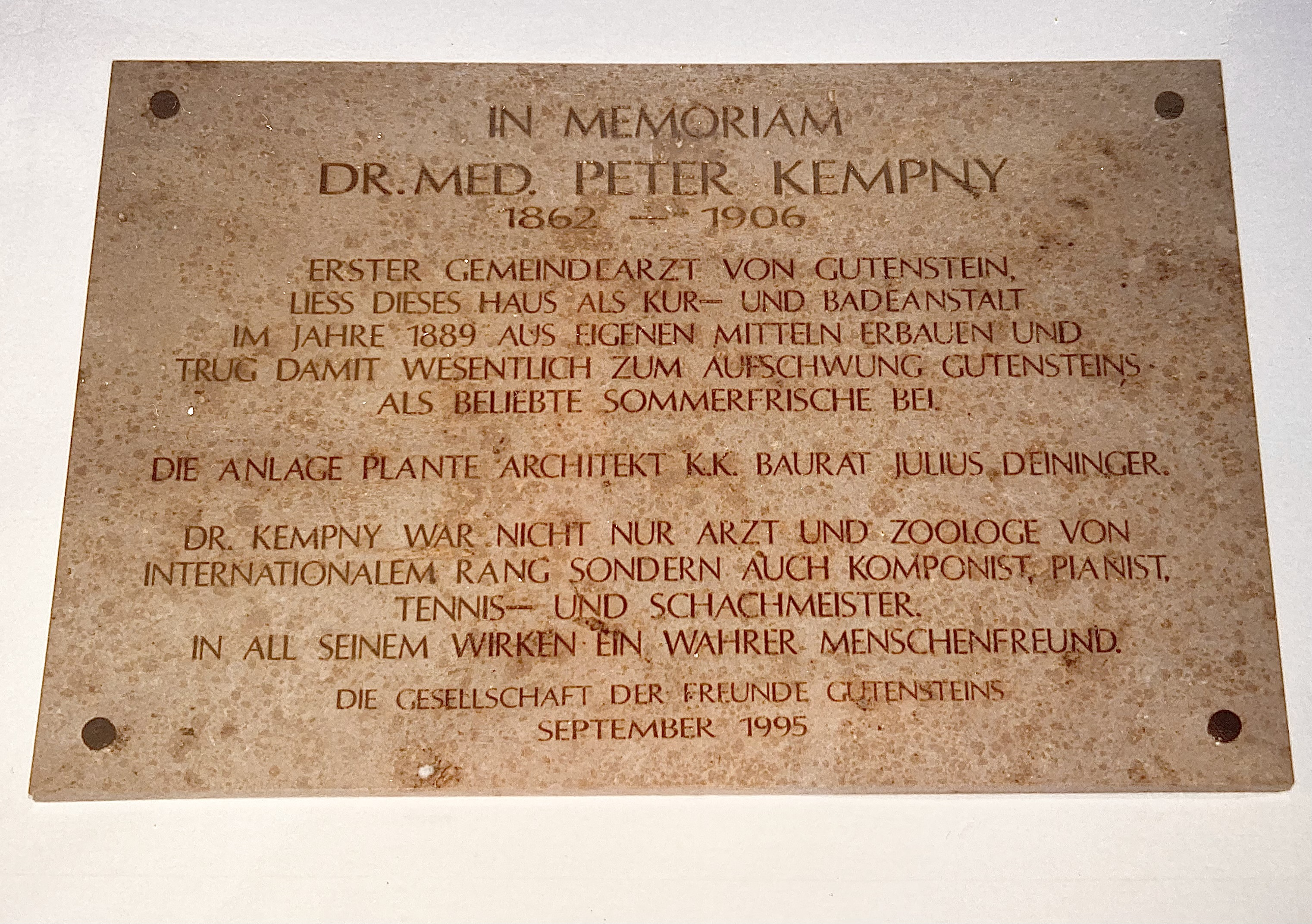
Gedenktafel Dr. med. Peter Kempny im Vestibül des heutigen Gemeindebades in Gutenstein / Niederösterreich, 1995

Seine Tochter Hedy Kempny, war Bankangestellte, Journalistin und Essayistin und Arthur Schnitzlers Vertraute seiner späten Jahre. Jenny Korb (1869–1937), eine international höchst erfolgreiche Opernsängerin, die 1906 an der Grazer Oper in der österreichischen Erstaufführung der Oper „Salome“ unter der Stabführung von Richard Strauss die Titelpartie sang, war Kempnys Nichte. Sein Urenkel ist der Jurist, Autor und Kunstmanager Heinz P. Adamek.

## Weblinks

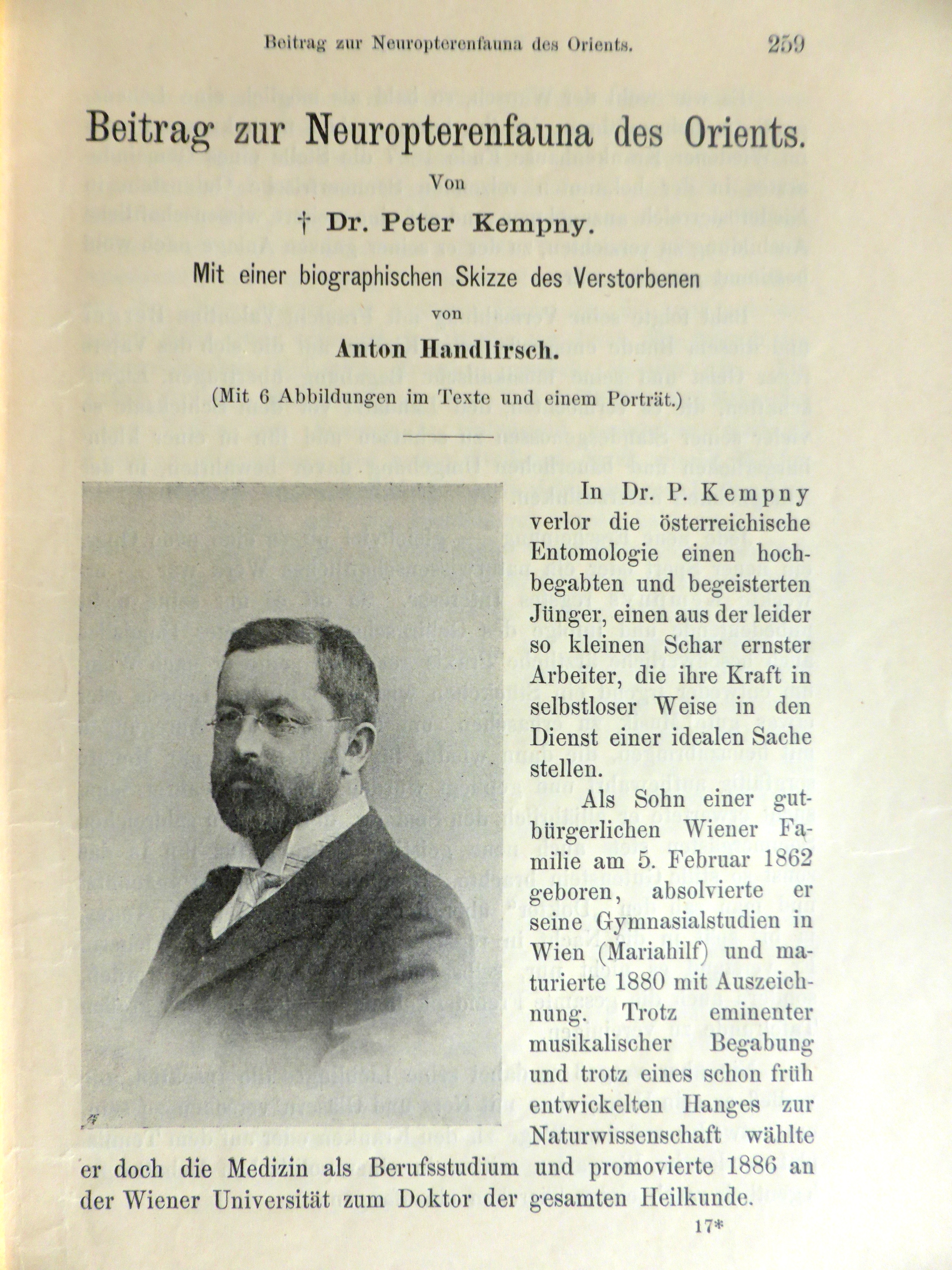
Beitrag zur Neuropterenfauna des Orients von Dr. Peter Kempny, Nachruf auf den Verstorbenen von Dr. Anton Handlirsch